# Јамада Бимјо
Јамада Бимјо (јап. 山田 美妙; Едо, 8. јул 1868 — Токио, 24. октобар 1910), рођен као Јамада Такетаро  (јап. 山田 武太郎), био је јапански писац, филолог и критичар. 
Јамада је студирао западноевропску и класичну јапанску књижевност. Оснивач је јапанске романтичарске школе.

## Историја
Бимјо је био део Меиђи књижевног националистичког покрета у оквиру књижевне групе Друштво Кенјуша (јап. 硯友社), настале 1885. године, заједно са Озаки Којом, Ишибаши Шианом и Маруока Кјуком.
Бимјо је оженио списатељицу Тазава Инабуне (јап. 田澤 稲舟) због своје лоше финансијске ситуације. Током брака, Бимјо је имао много афера са другим женама, што је изазвало бурне реакције новинара, након чега су се развели.
Када је Јамадина бивша жена умрла 1896. године, многе новине су писале да је извршила самоубиство. 
Бимјо је умро у 42. години живота.

## Стил писања
Под утицајем Цубоући Шојовог есеја Суштина романа (јап. 小說神髓, Шосецу шинзуи), Бимјо је покушао да исправи свој стил писања и залагао се за коришћење говорног језика (јап. 言文一致, генгбун ићи) и колоквијалних израза. У свом делу Равница Мусаши(јап. (武蔵野, Мусашино) је први пут писао говорним језиком, и јако добро је било прихваћено. Такође је уређивао часописе као што су Ирацуме (јап. 以良都女) и Мијако но хана (јап. みやこのはな). У каснијим годинама је бирао теме из феудалне прошлости.

## Дела
Нека познатија дела Јамада Бимјоа
- On the Beauty of Youths
- Равница Мусаши (јап. 武蔵野, Мусашино, 1887)
- Лептир (јап. 蝴蝶, Коћо, 1889)
- Outline of genbun-itchi theory (јап. 言文一致論概略, Генбун-ићи рон гаирјаку, 1887)
- јап. )
- јап. )
- јап. )
- јап. )

## Галерија
- Јамада Бимјо
- Прво издање корица Шинтаиши-сен (јап. 新体詞選) 1886
- Илустрација Лептира насликао Ватанабе Шотеи за часопис Кокумин но томо (јап. 国民之友) 1889
- Гробно место Јамада Бимјоа